# Borolia phaeopasta
Borolia phaeopasta är en fjärilsart som beskrevs av George Francis Hampson 1907. Borolia phaeopasta ingår i släktet Borolia och familjen nattflyn. Inga underarter finns listade i Catalogue of Life.